# Чкаловский сельский совет (Криворожский район)
Чкаловский сельский совет (укр. Чкаловська сільська рада) — входит в состав
Криворожского района Днепропетровской области Украины.
Административный центр сельского совета находится в селе Чкаловка.

## Населённые пункты совета
- с. Чкаловка
- с. Грузская Григоровка
- с. Дружба
- с. Ингулец
- с. Радионовка